# Črešnjice (gmina Vojnik)
Črešnjice – wieś w Słowenii, w gminie Vojnik. W 2018 roku liczyła 52 mieszkańców.